# Венис (Илиноис)
Венис (енгл. Venice) град је у америчкој савезној држави Илиноис. По попису становништва из 2010. у њему је живело 1.890 становника.

## Демографија
Према попису становништва из 2010. у граду је живело 1.890 становника, што је 638 (25,2%) становника мање него 2000. године.
| Група             | 2000.         | 2010.         |
| Белци             | 136 (5,4%)    | 61 (3,2%)     |
| Афроамериканци    | 2.365 (93,6%) | 1.778 (94,1%) |
| Азијати           | 1 (0,0%)      | 3 (0,2%)      |
| Хиспаноамериканци | 19 (0,8%)     | 32 (1,7%)     |
| Укупно            | 2.528         | 1.890         |